# Zwölf Uhr mittags
Zwölf Uhr mittags (Originaltitel High Noon) ist ein US-amerikanischer Western aus dem Jahr 1952 von Fred Zinnemann. Der Schwarzweißfilm kam 1952 in die Kinos, gewann vier Oscars und ist einer der bekanntesten und renommiertesten Hollywood-Western. Er basiert auf der Geschichte 12 Uhr mittags (The Tin Star) von John W. Cunningham und schildert den einsamen Kampf des von den Bürgern in der Not im Stich gelassenen Town Marshals Will Kane (Gary Cooper) gegen seinen Todfeind Frank Miller und dessen Bande.

## Handlung
Am Anfang des in Echtzeit erzählten Filmes heiratet Will Kane, verdienstvoller und beliebter Town Marshal der Kleinstadt Hadleyville im New-Mexico-Territorium, die Quäkerin Amy Fowler, der er einen Ehering ansteckt. Dafür hat er zuvor seinen Posten aufgegeben und plant, mit Amy fortzuziehen; sein Nachfolger soll am folgenden Tag eintreffen. Doch unmittelbar nach der Trauung erhält er die Nachricht, dass der Bandit Frank Miller, der von Kane fünf Jahre zuvor ins Gefängnis gebracht wurde und ihm Rache geschworen hat, begnadigt worden sei und mit dem Zug um zwölf Uhr mittags (High noon) in die Stadt kommen werde. Da bereits drei Mitglieder der Miller-Bande am Bahnhof warten, wird Kane von den anwesenden Hochzeitsgästen gedrängt, die Stadt sofort zu verlassen und seinen verdienten Ruhestand in einer anderen Stadt anzutreten, um einen blutigen Konflikt zu vermeiden.
Kane gibt zunächst nach, kehrt jedoch trotz Amys energischem Protest bald um. Amy, die Gewalt grundsätzlich ablehnt, versteht Kanes Entschluss nicht, da er ihr eine Erklärung zunächst auch verweigert. Erst im Laufe der Auseinandersetzung erfährt sie die Hintergründe: Kane glaubt, Miller würde ihn weiter verfolgen, und Amy und Kane wären auch in ihrem neuen Leben vor ihm nie sicher. Dennoch stellt Amy ihren Mann vor die Wahl: Entweder er flieht mit ihr, oder sie verlässt alleine die Stadt – und damit ihn – mit dem 12-Uhr-Zug. Kane entscheidet sich dafür, zu bleiben und zu kämpfen, da die Stadt, in der erst er Recht und Ordnung hat durchsetzen können, andernfalls wieder in die Hände der Banditen fiele.
In der einen Stunde, die Kane noch bleibt, um Unterstützer zu finden, muss er feststellen, dass sich alte Freunde stattdessen lieber selbst in Sicherheit bringen  –  an erster Stelle Richter Mettrick, der Miller einst verurteilt hatte. Je mehr Männer ihm ihre Hilfe versagen, desto weniger sind die übrigen Bürger dazu bereit, ihr Leben zu riskieren. Im Saloon halten sogar viele offen zu Miller und begegnen Kane mit offener Feindseligkeit.
Kane sucht die Gemeinde beim sonntäglichen Gottesdienst auf und bittet um Hilfe. Die Andacht wird unterbrochen und es entsteht eine hitzige Diskussion, in der mehrere Einwohner Kane unterstützen möchten, andere von ihm aber auch fordern, die Stadt zu verlassen. Lediglich die Frauen, die sich weiter sicher fühlen wollen, stellen sich eindeutig hinter Kane.
In einer mit Scheinargumenten geführten Rede überzeugt der Bürgermeister die Gemeinde schließlich, dass es besser sei, Kane würde einfach verschwinden, dann könne sich alles zum Guten wenden. Zuletzt weigert sich der Pfarrer, zur Hilfe aufzurufen, mit der vorgeschobenen Begründung, dass Töten Unrecht sei. Kane verlässt die Kirche ohne weitere Unterstützung.
Der junge Deputy Harvey Pell will Kane erpressen, indem er seine Hilfe von der Unterstützung Kanes bei der Wahl zum neuen Town Marshal abhängig macht. Als Kane das egoistische Ansinnen ablehnt, legt Pell sein Amt nieder. Nur Jimmy, ein alter Trinker mit Augenklappe, und ein 14-jähriger Junge halten Kane die Treue, doch deren Hilfe lehnt er ab, weil ihm klar ist, dass beide ihm nicht helfen könnten und in einem Kampf unweigerlich ihr Leben verlieren würden.
Die ledige Geschäftsfrau Helen Ramirez, einst Millers Geliebte, später die von Kane und zur Handlungszeit die des Deputy, verkauft ihr Unternehmen und hat ebenfalls vor, mit dem 12-Uhr-Zug für immer abzureisen. Als es ihr nicht gelingt, Kane von der Flucht zu überzeugen, versucht sie, Amy zum Beistand für ihren Mann zu überreden. Doch Amy ist sich sicher, dass nur Liebe den Kreislauf von Gewalt und Rache durchbrechen könne, und bleibt bei ihrem Entschluss, abzureisen.
Harvey Pell, kurz zuvor noch mit Helen Ramirez liiert und inzwischen von ihr getrennt, stellt Kane noch einmal und drängt ihn zur Abreise. Als Kane ablehnt, versucht er in einer Anwandlung von Eifersucht, Kränkung und Rachsucht, Kane niederzuschlagen, verliert den Kampf aber. Zuletzt sucht Kane den alten Sheriff Martin Howe auf, um ihn um Hilfe zu bitten. Aber auch Howe weist ihn ab und brandmarkt stattdessen eine versagende Justiz, die den Beruf des Sheriffs sinnlos mache, weil sie Verbrecher wie Miller immer wieder laufen lässt.
Kane, von allen verlassen und von der Schlägerei gezeichnet, läuft jetzt die Zeit davon. Er lässt sich vom Friseur notdürftig frisch machen und formuliert in seinem Büro seinen Letzten Willen. Die Uhr schlägt zwölf und ein langgezogenes Pfeifen kündigt die Ankunft des Zuges an.
Helen Ramirez und Amy Fowler, die am Bahnhof gewartet haben, besteigen den Zug, mit dem Frank Miller eintrifft. Miller und seine Spießgesellen begeben sich sofort in die Stadt und durchstreifen die nun menschenleeren Straßen des Ortes,
um Kane zu suchen. Dieser stellt sich den Banditen zum Kampf. Beim ersten Schuss der beginnenden Schießerei verlässt Amy den bereits anfahrenden Zug und eilt in die Stadt zurück, um ihrem Mann beizustehen.
In einer wilden Verfolgungsjagd, bei der auch der Pferdestall in Flammen aufgeht, gelingt es Kane, zwei der Gefährten von Miller zu töten. Amy kann aus dem Hinterhalt – entgegen ihrer religiösen Überzeugung – das dritte Bandenmitglied töten, um ihren Mann zu retten. Frank Miller entdeckt Amy daraufhin in ihrem Versteck und nimmt sie als menschlichen Schild und Geisel. Kane muss sich nun Miller auf offener Straße stellen. Amy aber kann die Waffe des Banditen wegdrücken und sich losreißen und Kane erschießt Miller.
Die Bewohner der Stadt kommen nun zusammen, um den Sieg zu feiern, doch Kane wirft den Marshalstern vor ihnen verächtlich in den Staub und verlässt mit seiner Frau wortlos die Stadt.

## Besetzung und Synchronisation
Die deutsche Synchronfassung entstand 1953 bei der Berliner Synchron. Das Dialogbuch verfasste Fritz A. Koeniger, Synchronregie führte C. W. Burg.
| Rolle | Darsteller                     | Synchronsprecher   |
| --- | ------------------------------ | ------------------ |
| Will Kane, langjähriger Town Marshal von Hadleyville. Trotz aller Warnungen und Alternativvorschläge geht er geradlinig und fast stur seinen Weg, der ihn in den vermutlich aussichtslosen Kampf gegen Miller führt. Von vielen scheinbaren Freunden muss er im Laufe des Films Enttäuschungen hinnehmen, und oft schlägt ihm sogar offene Feindseligkeit entgegen. Trotz seines Erfolgs bei der Verbrechensbekämpfung findet er in der Bevölkerung keine Unterstützer. Zwar rettet er die Stadt vor Miller; doch schließlich wirft er seinen Stern zu Boden und wendet sich vom Dorf ab, um gemeinsam mit seiner Frau Amy ein neues Leben zu beginnen.                                                                                       | Gary Cooper                    | Wolfgang Lukschy   |
| Amy Kane, Wills ihm soeben angetraute Frau. Weil ihre halbe Familie bei einer Schießerei getötet wurde, wurde sie Quäkerin und lehnt Gewalt grundsätzlich ab. Sie will mit ihrem Mann ein friedliches und ruhiges Leben führen und einen Laden eröffnen, weshalb dieser sein Amt als Town Marshal aufgibt. In der kleinen Stadt ist sie eher eine Besonderheit, weil sie nicht nur sehr hübsch ist, sondern im Vergleich zu den anderen Frauen auch feiner und gebildeter wirkt. Amy versucht ihren Mann mit dem Zug zu verlassen, als dieser wieder gegen Miller kämpfen will. Letzten Endes entscheidet sie sich für ihren Mann und gegen die religiöse Überzeugung, erschießt einen von Millers Leuten und rettet ihrem Mann so das Leben. | Grace Kelly                    | Margot Leonard     |
| Helen Ramirez, die mexikanischstämmige Besitzerin des örtlichen Hotels. Wegen ihrer Herkunft gab es gegen die etwas geheimnisvolle und sehr selbstständige Frau offenbar einige Vorurteile. Einst zwar Frank Millers Geliebte, verrät ihn dann aber an ihren nächsten Partner Will Kane und steht zum Beginn der Handlung in einer Beziehung zu Harvey. Sie macht sich keine Illusionen über die Absichten Millers und verlässt die Stadt schnell. Für Kane empfindet sie in seinem scheinbar aussichtslosen Kampf leises Bedauern und hält ihn für einen „echten Mann“. Sie tadelt Kanes Frau Amy dafür, dass sie ihn nicht unterstützt. | Katy Jurado                    | Elisabeth Ried     |
| Deputy Marshal Harvey Pell, Wills Assistent. Er glaubt, dass Kane ihn als seinen Nachfolger verhindern will, weil er der jetzige Liebhaber von Kanes Ex-Freundin Helen ist. Tatsächlich weiß Kane aber gar nichts von der Beziehung; vielmehr verweigert er ihm die Unterstützung, da er ihn für unreif und kindisch hält – eine Vermutung, die im Laufe der Handlung bestätigt wird. Helen sagt zu ihm, dass gutes Aussehen und breite Schultern noch keinen Mann machen. | Lloyd Bridges                  | Klaus Schwarzkopf  |
| Jonas Henderson, Bürgermeister von Hadleyville und Wills Freund. Der Bürgermeister scheut die offene Konfrontation mit Frank Miller und will kein Blutbad in seiner Stadt. Er wünscht sich deshalb, dass Kane die Stadt schnellstens verlässt, damit es nicht dazu kommt. | Thomas Mitchell                | Hans Hinrich       |
| Percy Mettrick, Richter von Hadleyville und Wills Freund. Der Richter verlässt bereits wenige Minuten nach der Nachricht von Franks Rückkehr die Stadt, weil er den Verbrecher einst verurteilt hat und sich nun vor dessen Rache fürchtet. Er prophezeit Kane, dass er keine Unterstützung finden wird, und behält damit recht. | Otto Kruger                    | Robert Klupp       |
| Martin Howe, Wills Vorgänger in Hadleyville. Er war während seiner Zeit als Town Marshal Wills Vorbild, als der noch ein Kind war. Inzwischen hat er sich als Ladenbesitzer mit seiner Frau auf ein bequemes Leben eingestellt, und als Will ihn um Hilfe bittet, lehnt er dies mit dem Hinweis auf Alter und Gesundheit ab. | Lon Chaney junior              | Walter Werner      |
| Frank Miller, Will Kanes Duellgegner. Sein erstes Ziel ist die Rache an Kane, der ihn einst verhaftet und dann mit seiner Freundin Helen eine Beziehung angefangen hat. Obwohl viele Dorfbewohner Miller ablehnen, haben alle Angst, sich ihm entgegenzustellen, und nicht wenige meinen auch, dass die Rückkehr seiner Bande auch positive Folgen zum Beispiel für die Wirtschaft der Stadt habe. | Ian MacDonald                  | Martin Held        |
| Ben Miller, Bruder von Frank Miller und Mitglied von dessen Bande. Mit Jim und Jack wartet er am Bahnhof auf Frank und schüchtert die Dorfbewohner ein. Ben wagt es sogar, dem verruchten Saloon von Gillis einen Besuch abzustatten, wo er fast begeistert empfangen wird. Vor Gillis’ Saloon begegnet er Kane, den er spöttisch und herausfordernd anblickt. | Sheb Wooley                    | Horst Niendorf     |
| Jim Pierce und Jack Colby sind die beiden weiteren Mitglieder von Frank Millers Bande. Mit Ben warten sie am Bahnhof auf Frank und schüchtern die Stadtbewohner ein. | Robert J. Wilke, Lee Van Cleef | Wolf Martini       |
| Sam Fuller, der sich – als Kane an seiner Tür um Hilfe klopft – versteckt und seine Frau Mildred dazu zwingt, Kane zu sagen, er sei nicht im Haus. Noch wenige Minuten zuvor ist er als „guter Freund“ auf Kanes Hochzeit gewesen. | Harry Morgan                   | Paul Edwin Roth    |
| Mildred Fuller, Sam Fullers Frau. Ihr Mann zwingt sie dazu, seinen Freund Kane anzulügen, dass er nicht da sei. Mildred ist unwohl dabei, und Kane spürt, dass sie lügt. Anschließend tadelt sie ihren Mann für sein feiges Verhalten. | Eve McVeagh                    |                    |
| Dr. Mahin, Pfarrer von Hadleyville. Er erlaubt Kane, während seiner sonntäglichen Messe Männer im Kampf gegen Miller anzuwerben. Allerdings weigert der Pfarrer sich mit Hinweis auf das Gebot „Du sollst nicht töten!“, seine Gläubigen zum Kampf gegen Miller aufzurufen, sagt aber gleichzeitig, dass die Rollen von Gut und Böse klar verteilt seien. | Morgan Farley                  | Siegmar Schneider  |
| Herbert „Herb“ Baker, ein weiterer Freund von Will Kane. Er bestreitet nicht, dass die Stadt nach Millers Verschwinden auch für ihn und seine Kinder ruhiger geworden ist, und lässt sich bereitwillig zum Deputy Marshal verpflichten. Als er kurz vor dem 12-Uhr-Zug am Bahnhof eintrifft und sieht, dass sich niemand anderes außer ihm gemeldet hat, zieht er sein Angebot mit Verweis auf seine junge Familie zurück. | James Millican                 | Fritz Tillmann     |
| Der Rezeptionist in Helens Hotel ist Kane gegenüber kritisch eingestellt, weil seit der Verhaftung von Millers Bande weniger Gäste im Hotel absteigen. Amy wartet bei ihm in der Hotelhalle auf den Zug, und er macht ihr gegenüber Andeutungen über die frühere Beziehung zwischen Helen und Kane. | Howland Chamberlain            |                    |
| Sam, ein Bewohner von Helens Hotel und anscheinend ihr Bediensteter. Der alte Westerner versieht für sie verschiedene Dienste, sodass Helen die Stadt noch vor Franks Eintreffen verlassen kann, und beweist sich als treue Stütze. Er fragt Helen ebenfalls, ob er Kane helfen soll, was diese aber verneint. | Tom London                     |                    |
| Ed Weaver ist der Geschäftsführer von Helens Hotel, das Helen an ihn verkauft, als sie die Stadt verlässt. Weaver und seine Frau haben trotz früherer Vorbehalte gegen Helen wegen ihrer Herkunft nun gute Geschäftsbeziehungen zu ihr. | Cliff Clark                    |                    |
| Der Bahnhofsvorsteher von Hadleyville ist durch den Aufenthalt von Millers Bande an seinem Bahnhof sichtbar eingeschüchtert. Dennoch versucht er sich möglichst freundlich und geschickt zu benehmen. Das Telegramm, das die Rückkehr von Miller ankündigt, übermittelt er an Kane. | Ted Stanhope                   |                    |
| Mr. Gillis ist Besitzer des örtlichen Saloons, der vor allem die zwielichtigeren Gestalten anzieht und in dem Ben Miller bei seiner Rückkehr im Saloon freundlich empfangen wird. Als Gillis Kane beleidigt, schlägt dieser ihn zu Boden. So sehr er ihn auch verhöhnt, gesteht Gillis Kane doch Mut zu. | Larry J. Blake                 | Ralph Lothar       |
| Der Undertaker (Leichenbestatter) von Hadleyville lässt – als er Millers Bande ins Dorf einreiten sieht – bereits Särge zimmern. Wenige Minuten vor dem Duell ist Kane sein Kunde. Der Bestatter behandelt ihn zwar freundlich, lügt ihm jedoch vor, dass die Geräusche aus dem Nebenzimmer von Handwerksarbeiten kämen (in Wahrheit kommen die Geräusche vom Sargschreiner). | William Phillips               | Clemens Hasse      |
| Johnny, ein 14-jähriger Junge und Kanes Laufbursche. Der mutige Junge will an Kanes Seite kämpfen und versucht ihn anzuschwindeln, er sei bereits 16 Jahre alt. Kane lehnt seine Hilfe ab, hält aber offenbar viel von dem Jungen; denn während er vor dem versammelten Dorf seinen Stern auf den Boden wirft, berührt er den Jungen und nickt ihm freundlich zu. | Ralph Reed                     |                    |
| Jimmy ist ein Gast in Gillis Saloon und offenbar Alkoholiker, auf einem Auge trägt er eine Augenklappe. Der beschämte Mann bietet Kane seine Hilfe an, weil er noch eine alte Schuld zu begleichen habe. Kane geht aber mit Blick auf den Gesundheitszustand Jimmys nicht auf das Angebot ein. | William Newell                 |                    |
| Charlie, der auf Kanes Wache wegen Trunkenheit in Gewahrsam genommen worden ist. Schlafend und eingesperrt bekommt er von den Ereignissen des Tages nichts mit, im Gegensatz zu allen anderen Personen des Films. | Jack Elam                      | Wolfgang Kieling   |
| Cooper, ein Kirchenbesucher | Harry Shannon                  | Walter Suessenguth |
| Trumbull, ein Kirchenbesucher | John Doucette                  | Eduard Wandrey     |
| Sawyer, ein Kirchenbesucher | Tim Graham                     | Hans Emons         |
| Ezra, ein Kirchenbesucher | Tom Greenway                   | Franz Nicklisch    |
| Coy, ein Kirchenbesucher | Harry Harvey Sr.               | Knut Hartwig       |

## Entstehungsgeschichte

### Drehbuch und Vorbereitung
Da sowohl von Seiten des Produzenten Kramer als auch des Drehbuchautors Foreman Interesse an Thema und Titel des Films bestand, begann Foreman bereits 1948, einen ersten Entwurf auszuarbeiten, der sich noch in einigen Punkten vom späteren Film unterschied. So tauchte zum Beispiel die Figur der Helen Ramirez noch nicht auf.
Zunächst basierte das Drehbuch nicht bewusst auf John Cunninghams Kurzgeschichte The Tin Star aus dem Jahr 1947. Foremans Agent kam die Geschichte jedoch bekannt vor und er spürte die Kurzgeschichte auf. Foreman war sich nicht sicher, ob er die Geschichte tatsächlich gelesen hatte, und gab zu, dass er sie vielleicht unbewusst plagiiert hatte.
Im Mai 1949 begannen schließlich erste konkretere Planungen des Filmes von Seiten Kramers. Auch wurde in dieser Zeit der Titel High Noon zum ersten Mal in Betracht gezogen. Zwei Jahre später wurde der Film schließlich verwirklicht. Kramer sollte den Film produzieren, und Foreman, der nun mit einem neueren konkreteren Drehbuchentwurf begann, sollte auch als Koproduzent im Drehbuch genannt werden. Das Team, mit dem Kramer bereits Die Männer produziert hatte, wurde einschließlich Fred Zinnemann für Zwölf Uhr mittags wieder unter Vertrag genommen. Zuvor waren schon Mark Robson, Joseph Losey sowie Foreman selbst als mögliche Regisseure im Gespräch gewesen. Kramer und Foreman übernahmen die Auswahl der Schauspieler, wobei sie versuchten, Zinnemanns Vorschläge zu berücksichtigen.
Die weitere Vorbereitung verlief im Wesentlichen in drei Phasen. Zuerst wurde die von Foreman geplante Szenenfolge mit Kramer, Zinnemann und dem Produktionsdesigner Rudolph Sternad besprochen. Anschließend erarbeitete Zinnemann zusammen mit der Ausstattungsabteilung einen Ablaufplan in Skizzenform. Nach weiteren Gesprächen mit Kameramann Floyd Crosby und dem Komponisten Dimitri Tiomkin wurden die Skizzen vervollständigt und als Drehvorlage verwendet.
Mit dieser Methode, die Kramer schon in früheren Filmen angewandt hatte, konnten die Produktionszeit verkürzt und die Produktionskosten gesenkt werden.
Zwölf Uhr mittags wurde in Schwarzweiß gedreht, wie fast achtzig Prozent der Filme aus diesem Jahr. Auch wurde noch das normale Standardformat verwendet; das anamorphotische Verfahren wurde erst kurze Zeit später eingesetzt. Crosby und Zinnemann entschieden sich für eine Ästhetik nach dem Vorbild der Fotos des Bürgerkriegsfotografen Mathew Brady. Crosby ließ sich dabei nicht zu einer traditionelleren Ästhetik überreden. Er lehnte die Verwendung von Filtern, Scheinwerfern und Weichzeichnern ab, da er versuchen wollte, „das flache Licht, die körnige Textur und den weißen Himmel“ von Bradys Bildern nachzuahmen.
Foremans Drehbucharbeit litt bereits ab Frühjahr 1951 unter seiner während der McCarthy-Ära prekären politischen Position – von 1938 bis 1942 hatte er der Kommunistischen Partei angehört. Schließlich wurde er im September 1951 vor das Komitee für unamerikanische Umtriebe zitiert, wo er seine Aussage verweigerte. Kramer, der Foreman zunächst in dieser Sache noch unterstützt hatte, brach nach den Anhörungen jedoch öffentlich mit Foreman. Foreman erhielt schließlich eine Woche nach Ende der Dreharbeiten eine Abfindung von 250.000 US-Dollar und wurde als Koproduzent gestrichen. Zu seinen Gunsten wirkte sich dabei aus, dass er die Rechte an The Tin Star persönlich erworben und sie der Produktionsfirma noch nicht überschrieben hatte.

### Drehorte
Während Zinnemann noch mit den Dreharbeiten zu Benjy beschäftigt war, suchte er zusammen mit Clem Beauchamp im amerikanischen Südwesten nach geeigneten Drehorten für den Film. Schließlich entschieden sie sich für die historische Gegend Mother Lode in der Nähe von Sonora. Als Kulisse für die Straßenszenen in der Westernstadt Hadleyville sollte die Kleinstadt Columbia dienen. Weitere Kulissen, zum Beispiel für die Kirche, fanden sich im nahegelegenen Tuolumne City sowie auf der Iverson Ranch in Los Angeles.
Im Juli stellte sich bei einem neuerlichen Besuch in Columbia allerdings heraus, dass viele der Bäume, die die Hauptstadt zierten, inzwischen belaubt waren. Da dies nicht zum visuellen Konzept des Films passte, beschloss man schließlich, die Straßenszenen in der Western-Straße der Columbia-Studios zu drehen.

### Dreharbeiten
Zwölf Uhr mittags hatte ein Budget von 794.000 US-Dollar, 200.000 davon kamen von Bruce Church, einem kalifornischen Salatpflanzer, der schon Die Männer und Der letzte Musketier mitfinanziert hatte. Damit lag das Budget noch deutlich unter den durchschnittlichen Kosten eines Spielfilms, die sich auf etwa 900.000 Dollar beliefen.
Mitte Juli wurde vermeldet, Cooper solle die Hauptrolle übernehmen, nachdem zuvor schon Kirk Douglas, Marlon Brando, Montgomery Clift und Charlton Heston genannt worden waren. Foreman hatte ursprünglich Henry Fonda engagieren wollen; Gregory Peck hatte bereits abgelehnt. Schließlich wurde Gary Cooper engagiert, nachdem dieser bereit gewesen war, für eine Gewinnbeteiligung mit seiner Honorarforderung von 275.000 US-Dollar auf 60.000 US-Dollar herunterzugehen.
Die Berufung weiterer wichtiger Mitarbeiter wie Kameramann Floyd Crosby sowie weiterer Schauspieler folgte im nächsten Monat, zog sich vereinzelt allerdings noch bis in die Produktionszeit hinein. So bekam Grace Kelly erst drei Wochen vor Drehbeginn die Bestätigung ihres Engagements.
Produzent Kramer betreute in dieser Zeit fünf Produktionen gleichzeitig, von denen drei seine Anwesenheit am Drehort erforderten. Kramer fand daher für Zwölf Uhr mittags kaum Zeit und – Berichten zufolge – auch kein großes Interesse. Foreman und Zinnemann blieben daher meist sich selbst überlassen, was Foreman zufolge zu einer engen und produktiven Zusammenarbeit führte.
Am 28. August begann schließlich die Produktion mit einer einwöchigen Probephase, an der auch Cooper überraschend teilnahm, obwohl sein Vertrag dies nicht erforderte. Die eigentlichen Dreharbeiten begannen schließlich am 5. September und dauerten vier Wochen. Zwar waren die Dreharbeiten produktiv, atmosphärisch jedoch sehr angespannt. Cooper war von Arthritis, Rückenschmerzen und einem Magengeschwür geplagt. Außerdem bereiteten ihm die Trennung von seiner Frau sowie seine Affäre mit Patricia Neal Sorgen. Letztlich kam ihm dies in seiner Rolle allerdings zugute, da Zinnemann sich wünschte, dass er müde und verbraucht aussah. Grace Kelly, die ihre erste große Filmrolle spielte, wirkte während der Dreharbeiten dagegen verkrampft und verschlossen.
Verschärft wurde die Spannung zudem noch von außerhalb: Die Besetzung der Hauptrollen, der experimentelle visuelle Stil sowie Foremans Engagement als Drehbuchautor und Co-Produzent waren auf Kritik gestoßen.

### Postproduktion
Über den genauen Ablauf der Postproduktion herrscht bis heute Uneinigkeit, da die Geschehnisse jeweils von Kramer, Zinnemann und einem der beiden Filmeditoren, Elmo Williams, unterschiedlich dargestellt wurden. Dabei geht es vor allem um eine kurze Nebenhandlung, in der ein weiterer Hilfspolizist außerhalb der Stadt seine Zeit vertut und daher nicht rechtzeitig ankommt, um Kane beizustehen. In der Endfassung taucht diese Szene jedoch nicht auf. Zinnemann behauptete, es seien nur wenige Einstellungen von dieser Szene gedreht worden, bevor er sie aufgab, da sie ihm nicht gefiel.
Williams hingegen meinte, er habe die Szene rausgeschnitten, weil Kramer vom Rohschnitt enttäuscht gewesen sei. Dabei habe er auch zu dem Prolog das Lied Riders in the Sky von Burl Ives eingespielt, um eine musikalische Richtung vorzuschlagen. Kramer habe daraufhin Tiomkin, der schon an der Vorbereitung der Produktion beteiligt war, beauftragt, die Filmmusik auf einen Titelsong auszurichten.
Dagegen behauptete Kramer, selbst für die endgültige Fassung verantwortlich gewesen zu sein. Dabei habe sich herausgestellt, dass die Szene überflüssig sei. Tiomkin arbeitete während dieser Zeit noch einmal an der Filmmusik.

### Musik (Die Ballade von High Noon)
In Anlehnung an den englischen Filmtitel heißt der von Dimitri Tiomkin komponierte Titelsong High Noon, den englischsprachigen Text schrieb Ned Washington. Häufig wird das Lied nach der ersten Textzeile betitelt: Do Not Forsake Me. In den Musikgeschichtsbüchern wird das Lied als Die Ballade von High Noon bezeichnet. Für den Film wurde der Titelsong von dem US-amerikanischen Filmschauspieler und Countrysänger Tex Ritter eingesungen. Bei der Oscarverleihung für das Jahr 1952 erhielt Tex Ritter den Oscar für den besten Titelsong des Jahres 1952.
Veröffentlicht wurde das Lied erstmals 1951 von Lita Roza, 1952 allerdings erstmals bekannt mit Frankie Laine als Interpreten, da Ritters Plattenfirma kein Interesse an einer Veröffentlichung hatte. 1952 nahm Ritter das Lied noch einmal für Capitol Records auf. Außerdem veröffentlichte auch Bill Hayes eine Version des Liedes für MGM, so dass der Song vor dem Kinostart im Juli in drei Ausführungen im Handel erhältlich war.
Der Titel wurde kurzfristig zu einem weltweiten Schlager.  Bruce Low sang und veröffentlichte es unter dem deutschen Titel Sag' warum willst du von mir gehen?. Mit diesem Text war es so populär, dass es auch Peter Alexander und Freddy Quinn aufnahmen.

## Aufführung und Rezeption
Im April 1952 wurde Zwölf Uhr mittags voraufgeführt. In der dritten Juliwoche hatte der Film in New York dann seine offizielle Premiere und fiel damit in einen kurzen Temperatursturz während einer Hitzewelle, die den Kinos zu dieser Zeit zu hohen Besucherzahlen verhalf. Zwölf Uhr mittags war in jener Woche der dritterfolgreichste Neueinsteiger in New York, er blieb allerdings weit hinter Schrecken der Division und Casanova wider Willen zurück. Auf einer Liste der zwölf erfolgreichsten Filme im August 1952, in die Werte aus etwa 25 Städten eingingen, stand Zwölf Uhr mittags dagegen an erster Stelle. Schließlich brachte der Film seinem Verleiher United Artists den größten finanziellen Gewinn seit African Queen ein; in den ersten 18 Wochen spielte er bereits 2,5 Millionen US-Dollar ein. In Deutschland erschien er in der ersten Januarwoche des Jahres 1953. Am 11. Juni 1965 erfolgte im Ost-Berliner Kino Kosmos die Erstaufführung und somit der Start für die Aufführungen in den übrigen Kinos der DDR.

### Kritiken
High Noon zählt unter Kritikern auch heute noch zu den besten Filmen aller Zeiten. In der IMDb war er viele Jahre in der Liste der Top 250 vertreten. Vom American Film Institute wurde Zwölf Uhr mittags im Jahr 2007 auf Platz 27 der 100 besten amerikanischen Filme aller Zeiten gelistet. Im Jahr 1989 erfolgte die Aufnahme in das „National Film Registry“ der amerikanischen Library of Congress. In dieses Archiv werden nur Filme aufgenommen, die als kulturell, historisch oder ästhetisch bedeutend und damit für die Nachwelt besonders erhaltenswert eingestuft werden.
Joe Hembus nannte den Film 1977 einen „guten Western, der eine hohe Meinung von seinen eigenen Qualitäten hat“. Die oft zitierten formalen Besonderheiten des in Echtzeit erzählten Films wie die wiederkehrenden Schnitte auf die Eisenbahnschienen und auf die Uhr erwiesen sich allerdings nur als „aufdringliche Banalitäten“.
Der film-dienst dagegen zeigte sich weitaus begeisterter:

„Zinnemanns ‚psychologischer‘ Western bereicherte das Genre nicht nur um neue dramaturgische Raffinessen (die Einheit von Ort und Zeit ist virtuos zur Spannungssteigerung genutzt) und um den damals noch ungewohnten Typus des ‚gebrochenen‘ Helden, der an seinem Auftrag zweifelt, sondern verschärfte auch die moralischen Aspekte der Fabel. Über seinen filmhistorischen Wert hinaus stellt der populärste und meistausgezeichnete Film der 1950er Jahre eine bittere Abrechnung mit der McCarthy-Ära dar. Der Drehbuchautor Carl Foreman war im Jahr 1951 auf die ‚Schwarze Liste‘ des Kommunistenjägers geraten und hat in dem Stoff eigene Erfahrungen verarbeitet.“

Direkt nach der Premiere urteilte die New York Times:

„Ungefähr alle fünf Jahre kommt jemand – jemand mit Talent und Geschmack sowie vollem Verständnis für die Legende und viel Poesie in seiner Seele –, der eine Handvoll Klischees aus der reichgefüllten Sagenwelt des Westerns nimmt und sie zu einem packenden, inspirierenden Kunstwerk innerhalb dieses Genres verwandelt. Solch eine seltene und aufregende Leistung stellt Stanley Kramers Produktion ‚High Noon‘ dar. […] ‚High Noon‘ ist ein Western, der ‚Stagecoach‘ im Wettbewerb um die Meisterschaft aller Zeiten herausfordert.“

Thomas Jeier versuchte in seiner Geschichte des Westernfilms eine Einstufung des Films, die weder in überschäumende Lobeshymnen einstimmt noch überzogen scheinende Kritik übernimmt:
„‚High Noon‘ wird auch von Kritikern, die sonst nichts mit Western am Hut haben, als Meisterwerk gelobt, obwohl sich in letzter Zeit auch kritische Stimmen mehren, die den Film von seinem Podest holen wollen. Sie haben insofern recht, als ‚High Noon‘ sicherlich nicht ‚der beste Western aller Zeiten‘ ist und auch nicht ‚mehr als ein Western‘ oder was sonst noch für ein Unsinn über diesen Film verzapft wurde. Die Wahrheit ist: ‚High Noon‘ ist ein verdammt guter Western, nicht mehr, aber auch nicht weniger“.
Aus Sicht mancher Kritiker ist Coopers Figur Will Kane viel zu verbittert, verzweifelt, selbstmitleidig und weichlich. Das galt unter anderem für Howard Hawks, Regisseur einiger der bedeutendsten Western. Deshalb drehte er, als erklärten Gegenpol zu Zwölf Uhr mittags, einen eigenen Film zu dem Motiv des einsamen Sheriffs/Marshals im Kampf gegen scheinbar übermächtige Gegner: Rio Bravo mit John Wayne in der Hauptrolle. Die Hauptfigur in Rio Bravo ist aufrecht und heldenhaft; der Film verbreitet im Vergleich zu High Noon eine weitaus optimistischere Grundhaltung.

### Auszeichnungen
Neben dem finanziellen Erfolg erhielt Zwölf Uhr mittags auch viele Kritikerpreise, die jedoch angesichts der politischen Lage nicht unumstritten waren. Im Januar 1953 erhielt er den New York Film Critics Award und kam daraufhin in Hollywood noch einmal in die Kinos.
Im März erhielt er den Golden Globe für die beste Filmmusik und den Preis des Drehbuchautorenverbandes Screenwriters Guild. Zudem erhielt er vier Oscars, darunter einen für Gary Cooper als bester Hauptdarsteller, für Elmo Williams und Harry W. Gerstad für den besten Schnitt sowie für Dimitri Tiomkin in der Kategorie Beste Musik für einen dramatischen oder komödiantischen Film und – zusammen mit Ned Washington – einen Oscar in der Kategorie Bestes Lied (High Noon (Do Not Forsake Me)) geschrieben von Dimitri Tiomkin (Musik) und Ned Washington (Text). Zwölf Uhr mittags galt auch als Favorit in der Kategorie Bester Film, die Auszeichnung erhielt Die größte Schau der Welt des Regisseurs DeMille.
Überraschenderweise fand sogar John Wayne während der Oscarverleihung, als er den Preis als bester Hauptdarsteller stellvertretend für seinen Freund Gary Cooper in Empfang nahm, positive Worte für den Film; später lehnte er ihn jedoch vehement ab, er ging sogar so weit, ihn als das „unamerikanischste Ding, das er jemals in seinem Leben gesehen habe“ zu verunglimpfen, und dass er froh sei, den Drehbuchautor Carl Foreman „aus dem Land vertrieben zu haben“.
Im Jahr 1989 wurde der Film ins National Film Registry aufgenommen. 1953 wurde der Film von der Evangelischen Filmgilde als Bester Film des Monats April empfohlen.

### Nachwirkung
Der sechs Jahre später gedrehte Western Rio Bravo von Howard Hawks mit John Wayne in der Hauptrolle gilt als eine Art „Antwort“ auf High Noon und wird bisweilen als „Anti-High-Noon“ bezeichnet.
Für das amerikanische Fernsehen wurden ein zweiter Teil und eine Neuverfilmung gedreht. Der inoffizielle zweite Teil High Noon Part II: The Return Of Will Kane wurde 1980 mit dem Darsteller Lee Majors in der Hauptrolle gedreht. Der Film beschreibt die Rückkehr von Kane in die Stadt Hadleyville und den Konflikt mit dem neuen Marshal. Das Remake aus dem Jahr 2000 mit Tom Skerritt als Will Kane erhielt wie der zweite Teil nur durchschnittliche Kritiken.
Der britische Science-Fiction-Film Outland – Planet der Verdammten mit Sean Connery basiert auf einer weitgehend ähnlichen Geschichte und wird daher auch als „High Noon im Weltraum“ bezeichnet.
Zitiert wird High Noon unter anderem am Ende von Perdita Durango sowie im Action-Film Stirb langsam. Auch Spiel mir das Lied vom Tod von Sergio Leone enthält – besonders in den Szenen am Anfang des Films, als die Banditen auf den Zug warten – Anleihen bei High Noon. Der erste Satz, der in Spiel mir das Lied vom Tod durch den Protagonisten gesagt wird – „Where is Frank?“ –, ist ohne Kenntnis von High Noon eigentlich gar nicht richtig zu verstehen.
Für ihre Comicfigur Lucky Luke bedienen sich Morris, Xavier Fauche und Jean Léturgie 1993 des Stoffs in der Geschichte „High Noon in Hadley City“.

## Sonstiges
- Sowohl Zinnemann als auch sein Kameramann Floyd Crosby wären bei den Dreharbeiten beinahe ums Leben gekommen. Bei der Einstellung, die den Zug bei der Anfahrt zeigt, liegen beide mit der Kamera auf den Schienen. Weiter entfernt sieht man den Zug mit weißem Rauch, dann mit schwarzem Rauch. Dieser schwarze Rauch war das Zeichen des Lokführers, dass die Bremsen versagen. Aber weder der Regisseur noch sein Kameramann kannten dieses Zeichen. Während sich die beiden im letzten Moment retten konnten, wurde die Kamera zerstört. Die Aufnahmen jedoch blieben unversehrt und sind im Film zu sehen.
- Der damals erst 27-jährige Lee Van Cleef spielte seine erste Filmrolle als eines von Millers Bandenmitgliedern, wenngleich noch ohne Dialog.[25] In einer weiteren Nebenrolle als Deputy Marshal ist der spätere Fernsehserienstar Lloyd Bridges (Mike Nelson) zu sehen.
- Der Film spielt zwischen 1873 und 1877, was an den verwendeten Waffen (Colt Peacemaker 1873 und Winchester ’73) sowie der US-Flagge des Friedensrichters zu erkennen ist, die 37 Sterne hat.
- Der ehemalige US-Präsident Bill Clinton erzählte einmal, dass er während seiner beiden Amtszeiten High Noon siebzehnmal gesehen habe.
- Der Originaltitel High Noon ist sowohl im deutschen als auch im englischen Sprachgebrauch zu einer Metapher für einen spannenden und entscheidenden Showdown geworden.[26]